# Dnevnik Nove TV
Dnevnik Nove TV je središnja informativna emisija koja se prikazuje svaki dan na Novoj TV u 19:00 sati. Premijerno se prikazuje od 10. listopada 2005. godine.

## Trenutna postava (2025.)

### Voditelji informativnog programa

#### Dnevnik Nove TV
- Saša Kopljar i Marija Miholjek
- Petar Pereža i Romina Knežić
- Dino Goleš i Valentina Baus

#### Vijesti Nove TVu 14 sati
- Saša Kopljar
- Marija Miholjek
- Petar Pereža
- Romina Knežić
- Dino Goleš
- Valentina Baus

#### Vijesti Nove TVu 17 sati
- Saša Kopljar
- Marija Miholjek
- Romina Knežić
- Petar Pereža
- Dino Goleš
- Valentina Baus

#### Večernje vijesti
- Petar Pereža
- Marija Miholjek
- Dino Goleš
- Valentina Baus

### Voditelji sportskih vijesti
- Saša Lugonjić
- Stipe Sladoljev
- Vlado Boban
- Ana-Marija Vuković
- Anita Kajtazi Roth

### Meteorolozi
- Darijo Brzoja
- Nikola Vikić-Topić
- Ivan Čačić

### Dnevni urednici
- Ivana Ivančić
- Željka Gulan
- Marko Biočina

### UredniciVečernjih vijesti
- Petar Pereža
- Dino Goleš
- Vjekoslav Đaić
- Marija Miholjek

### Realizatori
- Stjepko Drenški
- Kruno Ladišić
- Tomislav Pantalon

### Glavna urednica informativnog programa
- Ksenija Kardum